# Армійська група «Фріснер»
Армі́йська гру́па «Фріснер» (нім. Armeegruppe Frießner) — оперативне об'єднання Вермахту, армійська група в роки Другої світової війни.

## Райони бойових дій
- Східний фронт (північний напрямок) (2 — 23 лютого 1944)

## Командування

### Командувачі
- генерал від інфантерії Йоханес Фріснер (нім. Johannes Frießner) (2 — 23 лютого 1944)